# Campogalliano
Campogalliano (emilián nyelven Campgaiàn) település Olaszországban, Emilia-Romagna régióban, Modena megyében. Lakosainak száma 8504 fő (2023. január 1.). Campogalliano Carpi, Correggio, Modena, Rubiera és San Martino in Rio községekkel határos.

## Népesség
A település népessége az elmúlt években az alábbi módon változott:
| Lakosok száma | 8824 | 8808 | 8504 |
|               | 2017 | 2018 | 2023 |